# Commelinales
Commelinales је ред монокотиледоних биљака из кладе комелиноида. Обухвата око 70 савремених биљних родова, сврстаних у пет фамилија.